# Scotopteryx perplexaria
Scotopteryx perplexaria är en fjärilsart som beskrevs av Otto Staudinger 1892. Scotopteryx perplexaria ingår i släktet backmätare, och familjen mätare. Inga underarter finns listade.